# سان باولو دي تشيفيتاتي
سان باولو دي تيشفيتاتي (بالإيطالية: San Paolo di Civitate)‏ هي بلدية في مقاطعة فودجا في إقليم بوليا الإيطالي.

## السكان
في سنة 1861 بلغ عدد السكان 2٬766 نسمة، وتطور العدد ليصل في سنة 2011 لـ 5٬935 نسمة.
يظهر هذا المخطط البياني تطور النمو السكاني لـ سان باولو دي تشيفيتاتي